# 阿诺·博维尔
阿诺·博维尔（法語：Arnaud Beauville，1947年5月10日—），法国数学家，研究领域为代数几何，现为尼斯大学名誉教授。 

## 生平
博维尔1977年毕业于巴黎狄德罗大学，获博士学位，导师为让-路易·韦迪耶。 
他曾担任巴黎第十一大学教授，巴黎高等師範學院数学系主任。   

## 荣誉
2012年，他成为美国数学学会会士。